# تاپسیل بیچ (کارولینای شمالی)
تاپسیل بیچ (به انگلیسی: Topsail Beach) شهری در ایالت کارولینای شمالی کشور ایالات متحده آمریکا است که جمعیت آن در سرشماری سال ۲۰۱۰ میلادی، ۷۴۳ نفر بوده‌است.